# Historia motoryzacji
Zasugerowano, aby zintegrować ten artykuł z artykułem Historia samochodu. Nie opisano powodu propozycji integracji.
Historia motoryzacji — ogół dziejów, zjawisk i dokonań, dotyczących idei, powstania i rozwoju pojazdów mechanicznych i napędowych, na przestrzeni lat życia i działalności człowieka rozumnego.

## Początki

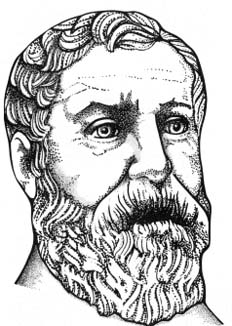
Heron z Aleksandrii

Około 4000 lat p.n.e. ludzkość wynalazła koło, co przyczyniło się do powstania takich dziedzin życia społecznego jak transport, logistyka, czy komunikacja międzyludzka. Od tego momentu człowiek uzyskał zdolność do tworzenia i wykorzystywania do własnych celów pojazdów kołowych, napędzanych siłą zwierząt. 
Pierwsze pisemne wzmianki o pojeździe samochodowym pochodzą z 215 roku p.n.e., a spisane zostały przez Herona z Aleksandrii. Dotychczas zachowała się księga „O budowie automatów” oraz „O budowie machin wojennych” i „O machinach, które siłą powietrza w ruch są wprowadzane”. W XIII wieku angielski mnich Roger Bacon prorokował, że „można by zbudować machiny zdolne poruszać (...) powozy jedynie za pomocą nauki i sztuki, bez pomocy istoty żywej”.

## Poszukiwania nowego rodzaju napędu (1427-1678)

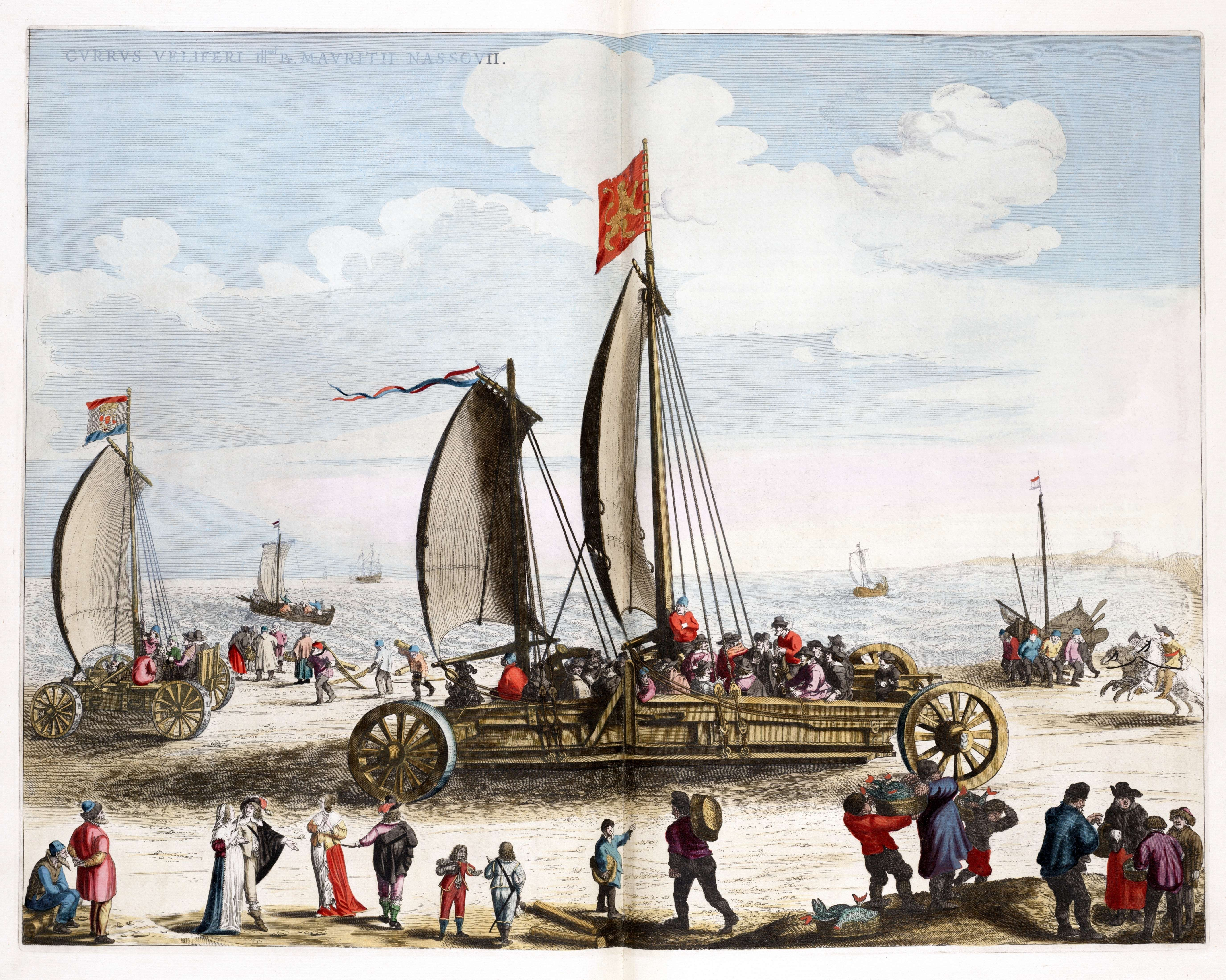
Żaglowóz Simona Stevina

W roku 1472 Robert Valturio przedstawił opis maszyny wojennej, do której napędu wykorzystywany był wiatr na tej samej zasadzie działania, co w wiatrakach. Również Leonardo da Vinci zajmował się pojazdami napędzanymi bez użycia siły koni. Zaprojektował zamknięty wóz bojowy, który napędzany był siłą mięśni ośmiu osób znajdujących się w środku. Osoby te miały poruszać dźwignie znajdujące się we wnętrzu pojazdu i za pomocą przekładni korbowej napędzać koła jezdne. Każde koło miało być napędzane własnym mechanizmem, co można porównać do dzisiejszego mechanizmu różnicowego. W kilku projektach przez siebie stworzonych uwzględnił też napęd grawitacyjny, sprężynowy, jak również za pomocą pary wodnej. Prototyp tego pojazdu stworzony został w Memmingen w roku 1447, a drugi rok później koło Pirny w Saksonii. Do czasów dzisiejszych zachował się rysunek wykonany w roku 1558 przez Bertholda Holzschuhera. 

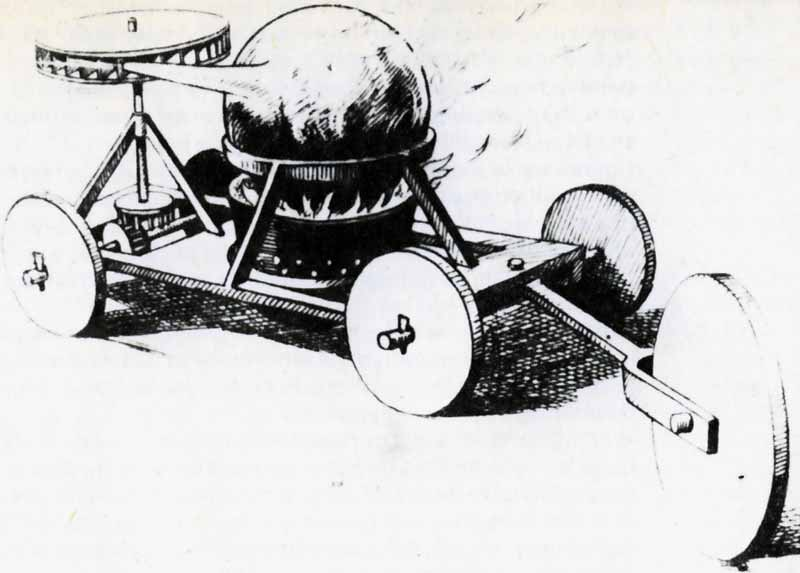
Pojazd Ferdynanda Verbiesta

Wcześniej, bo w roku 1459, pojawiły się jeszcze dwa projekty maszyn napędzanych bez pomocy zwierząt. Jeden z nich zaprojektowany był przez cesarza Maksymiliana. Przedstawiał pojazd w kształcie olbrzymiego koła o średnicy 6 metrów, na których osiach zamontowane były siedzenia dla pasażerów. Koła połączone były obręczą, po której chodzący ludzie napędzali maszynę. W tym samym roku powstał też drugi projekt nieznanego autora. Przedstawiał drewniany bogato zdobiony pojazd. Napędzany był przez idących z boku ludzi za pośrednictwem drągów i przekładni zębatych oraz osoby idące z tyłu, które oprócz tego, że napędzały pojazd, to dodatkowo sterowały tylnymi kołami.
W 1600 Simon Stevin, holenderski matematyk (zwany Stevinusem) zbudował żaglowiec na kołach, tzw. żaglowóz. Wykonał go na zamówienie księcia Maurycego Orańskiego, hrabiego Nassau, wodza Niderlandów. Żaglowóz Stevina składał się z długiego czterokołowego podwozia, centralnie osadzonego masztu żaglowego i małego masztu pomocniczego. Kierowanie pojazdem odbywało się za pomocą tylnej osi. Mógł pomieścić około 28 osób. Podobno na twardych piaszczystych plażach Holandii w okolicach Scheveningen (obecnie dzielnicy Hagi, znane z eleganckiego kąpieliska) osiągał szybkość 15 mil, czyli około 24 km/h.
Pierwsza próba – jak opisał to znany historyk motoryzacji Witold Rychter – zakończyła się wypadkiem z powodu silnego podmuchu bocznego wiatru. Jednakże po poprawieniu konstrukcji, wprowadzeniu dodatkowego balastu, dokonaniu dokładniejszych matematycznych obliczeń, pojazd został poprawiony i doskonale się sprawował. Co więcej, Stevin uruchomił regularne przewozy pasażerskie między Scheveningen a Petten. Uzyskiwał niespotykaną wówczas szybkość około 34 km/h, pokonując drogę o długości około 68 km w dwie godziny. 
W przejażdżkach brał udział nie tylko książę Maurycy Orański, lecz także admirał hiszpański Franciszek Mendoza, który był jeńcem księcia. Jak podali ówcześni kronikarze, sam książę Orański kierował żaglowozem, skonstruowanym przez swojego sprytnego poddanego. W dzisiejszych czasach napęd żaglowy wykorzystano w znanych żaglowozach polskich w czasie przeprawy przez pustynię Gobi.

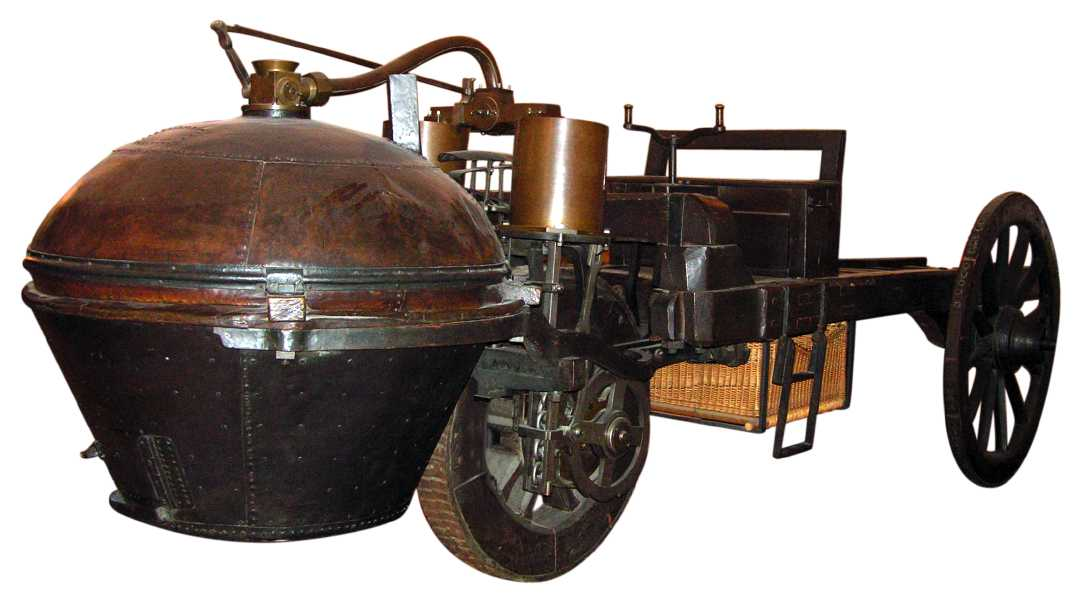
Ciągnik Nicolasa-Josepha Cugnota

Około 1678 flandryjski ksiądz Ferdinand Verbiest zaprezentował chińskiemu cesarzowi model pojazdu napędzanego parą.

## Pierwsze pojazdy napędzane parą (1769-1830)

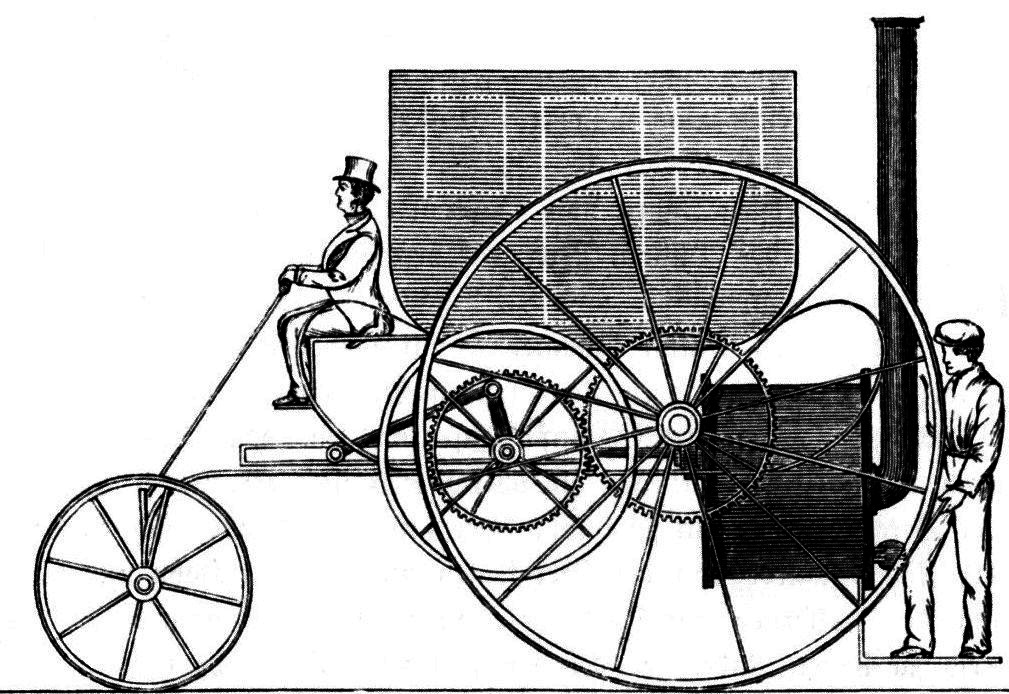
Powóz parowy konstrukcji Richarda Trevithicka stosowany w Londynie z 1802

Lokomotywa Trevithicka

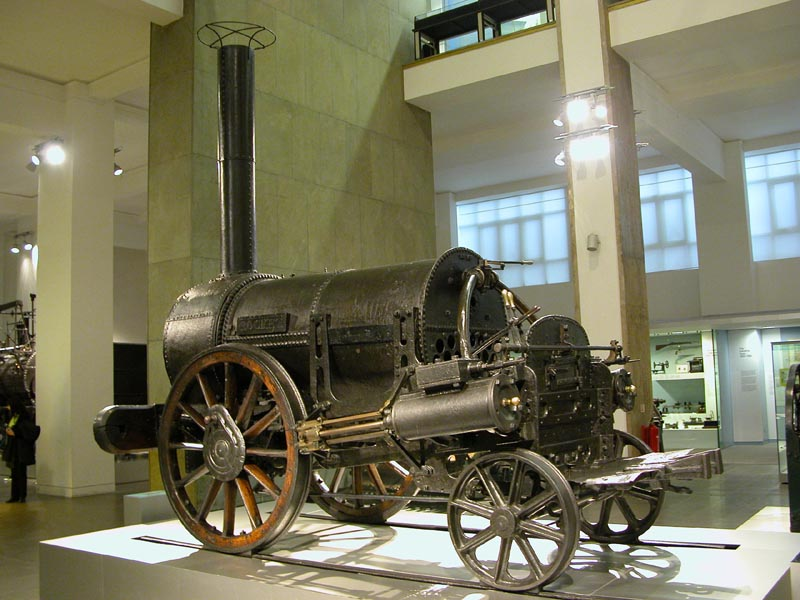
Rakieta Stephensona

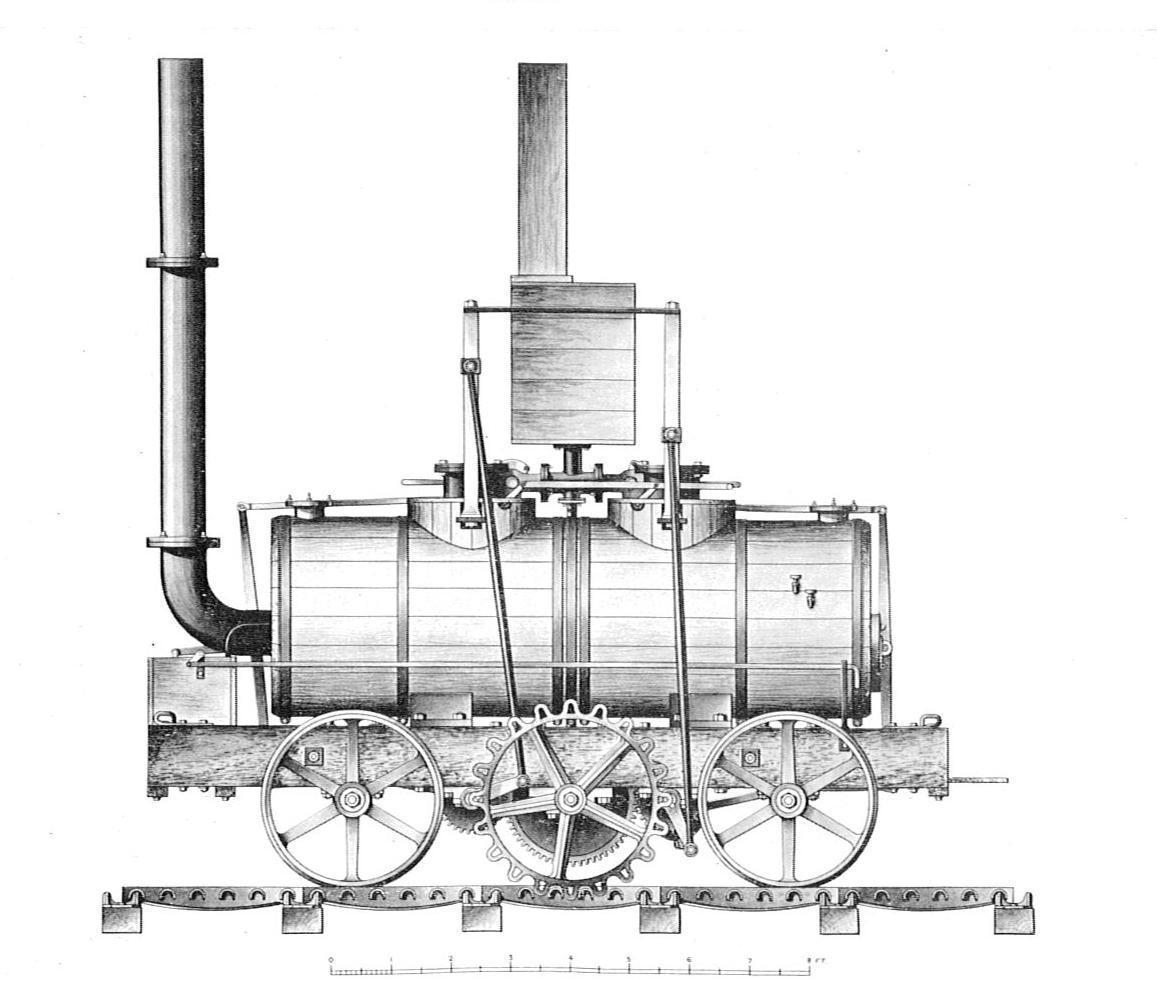
Lokomotywa Johna Blenkinsopa z 1812

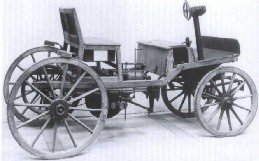
Pojazd Siegfrieda Marcusa z 1889

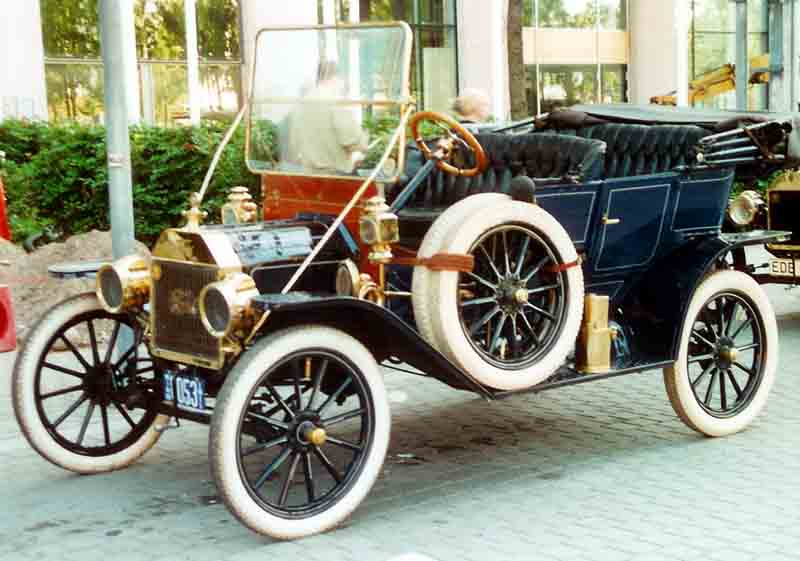
Ford Model T z 1911

Jednak pierwszym udokumentowanym pojazdem napędzanym silnikiem cieplnym był parowy wehikuł francuskiego inżyniera wojskowego Nicolasa-Josepha Cugnot zbudowany w 1769. Pojazd Cugnot’a przeznaczony do ciągnięcia dział był napędzany prymitywną, dwucylindrową maszyną parową, która umożliwiała jego ruch z prędkością zaledwie 4 km/h. Dlatego też pojazd ten nie doczekał się uznania ówczesnych ludzi i szybko odszedł w zapomnienie.
W 1801 angielski inżynier Richard Trevithick reaktywował ideę użycia maszyny parowej do napędzania pojazdu. Udoskonaliwszy maszynę parową, zastosował ją do napędu „lokomotywy drogowej” i jako pierwszy w świecie w 1804 przejechał pomyślnie 150 km z prędkością 16 km/h, zabierając jednocześnie 12 pasażerów. Parowóz ten nie odniósł jednak sukcesu finansowego, i dlatego też często błędnie podaje się Rakietę George’a i Roberta Stephensonów jako pierwszy parowóz świata. Został on skonstruowany w 1829, właściwie była to udoskonalona wersja parowozów konstruowanych w poprzednich latach (pierwszą linię kolejowa George Stephenson uruchomił już w 1825). W Rakiecie zastosowano wielorurowy kocioł, który znacznie poprawił jej osiągi. Zbudowano ją głównie dla uczestnictwa w konkursie Rainhill Trials, którego zwycięska maszyna miała być używana przez kolej Liverpool–Manchester. Rakieta zwyciężyła, ponieważ jako jedyna przetrwała wszystkie próby, a jej osiągi odpowiadały organizatorom. 15 września 1830 miał miejsce pierwszy śmiertelny wypadek w historii kolei – podczas oficjalnego otwarcia linii Liverpool – Manchester zginął William Huskisson.

## Kalendarium
- ok. 4000 p.n.e. – koło
- 1740 – najstarszy znany rysunek parowego działa samobieżnego
- 1769 – artyleryjski ciągnik parowy Nicolasa Cugnota
- 1801 – parowy trójkołowiec Richarda Trevithicka
- 1811 – angielski wynalazca John Blenkinsop(inne języki) wraz z Matthew Murrayem(inne języki) opatentował konstrukcję parowozu z kołem zębatym poruszającym się po zębatej szynie biegnącej z boku torów.
- 1825 – dyliżans parowy (omnibus) Gurneya(inne języki) w Anglii
- 1827 – amerykański pojazd parowy Oshkosh Shomera i Farranda[potrzebny przypis]
- 1834 – dyliżans parowy Dietza(inne języki) we Francji
- 1865 – angielska ustawa Ustawa o czerwonej fladze praktycznie zakazuje używania drogowych pojazdów parowych
- 1875 – pierwszy pojazd z silnikiem spalinowym – Siegfried Marcus, Wiedeń
- 1888
  - samochód ze skrzynią biegów – Carl Benz
  - Opona pneumatyczna – John Boyd Dunlop
- 1894 – we Francji odbył się pierwszy wyścig samochodowy z serii Grand Prix na 126 km trasie Paryż – Rouen
- 1897 – Stanisław Grodzki uzyskuje pierwsze prawo jazdy wydane w Warszawie na prowadzenie samochodu Peugeot P-9
- 1904 – w Warszawie powstają omnibusy z silnikiem
- 1913 – taśma produkcyjna – Henry Ford
- 1919 – rozrusznik silnika elektryczny
- 1925 – hamulec hydrauliczny
- 1932 – automatyczna skrzynia biegów – F. Kreis, Niemcy
- 1947 – opona bezdętkowa
- 1954 – silnik Wankla